# Скляров Олександр Давидович
Скляров Олександр Давидович (нар. 7 листопада 1947, Харків) — український піаніст, науковець, педагог, Заслужений діяч мистецтв України (1998), професор (2003), завідувач кафедри фортепіано Харківської державної академії культури.

## Біографія

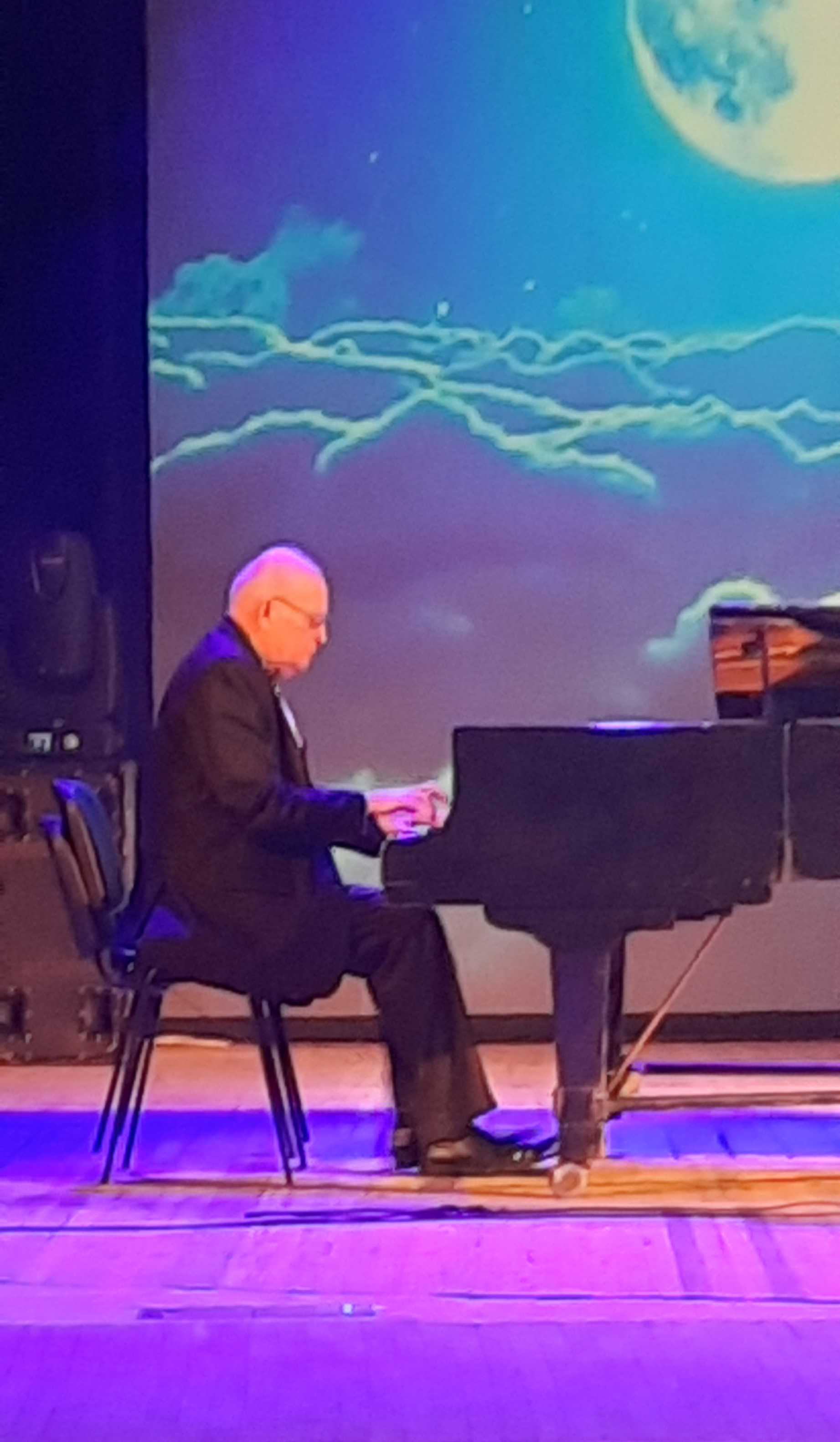
Олександр Скляров на благодійному концерті «Разом переможемо!» м. Харків, 7 червня 2023 року.

Олександр Давидович Скляров народився 7 листопада 1947 року в Харкові. У 1971 році закінчив Харківський державний інститут мистецтв ім. І. П. Котляревського. Після служби в армії розпочав свій викладацький шлях у Харківській спеціалізованій музичній школі-десятирічці. У 1973 році почав працювати в Харківському інституті культури спочатку на посаді викладача, згодом старшого викладача, доцента та завідувача кафедри теорії музики та фортепіано в 1994—2017 роки. За вагомий особистий внесок у розвиток культури і мистецтва та високі творчі здобутки О. Д. Склярову у 1998 році присвоєно почесне звання Заслужений діяч мистецтв України. Вчене звання професор отримав у 2003 році. У 2007 ― дипломант конкурсу «Вища школа Харківщини ― кращі імена» в номінації «Завідувач кафедри», отримав почесну відзнаку Міністерства культури і туризму України «За багаторічну плідну працю в галузі культури». Очолює кафедру фортепіано з 2017 року.
О. Д. Скляров є одним із провідних фахівців у галузі фортепіанної педагогіки. Досліджує проблеми музичного виконавства, формування національного педагогічного репертуару, вплив музичного виконавства на художньо-естетичне формування особистості та інше. Він запропонував оригінальний підхід до сучасної методики викладання курсу фортепіано в закладах вищої освіти, що базується на розгляді загальних методологічних засад формування художнього мислення та технічного вдосконалення виконавських навичок студентів у процесі їх творчої активізації. За 50 років викладацької діяльності виховав десятки лауреатів і дипломантів міжнародних та всеукраїнських фестивалів і конкурсів, заслужених працівників культури України, відмінників освіти.
Митець більше 40 років займається концертно-виконавською діяльністю. Його виступи відомі шанувальникам фортепіанного мистецтва не тільки у Харкові, але й у Києві, де він неодноразово виступав у Національній філармонії України. Постійно бере участь у проведенні міжнародного фестивалю-конкурсу естрадної пісні імені К. І. Шульженко як головний концертмейстер. Є провідним солістом-концертмейстером Харківської обласної філармонії. Під його акомпанемент виступають провідні майстри-виконавці України. Народна артистка України Є. С. Мірошніченко назвала Склярова своїм найулюбленішим концертмейстером, про музиканта із захопленням відзиваються Народний артист України Олег Дзюба, Заслужена артистка України Марина Чиженко, Заслужений діяч мистецтв України Микола Стецюн, королем акомпанементу називає митця доктор мистецтвознавства, професор Олександр Чепалов.
Професор Скляров — член Національної всеукраїнської музичної спілки. Має фондові записи на державному радіо та телебаченні, компакт-диски. Вже понад тридцять років ефір Харківського обласного радіо розпочинається музичними позивними з «Пісні про Харків» І. Ковача у виконанні О. Д. Склярова.

## Компакт-диски
- Песни Вертинского. ― NN Studio Records. ― 1999.
- Благословляю все, что было… ― NN Studio Records. ― 2001.
- Любимый романс. — NN Studio Records. — 2002.

- Песни Вертинского. ― NN Studio Records. ― 2004.
- Песни сердца. ― NN Studio Records. ― 2004.

## Основні праці
- Скляров О. Д. Методика викладання курсу фортепіано. Формування і розвиток виконавських навичок студентів: навч. посіб. / О. Д. Скляров ; Харків. держ. акад. культури. — Харків: ХДАК, 2002. — 79 с.
- Скляров О. Д. Розвиток принципів технічного вдосконалення історії фортепіанної педагогіки / О. Д. Скляров // Культура України. — Харків: ХДАК, 2002. — Вип. 9 : Мистецтвознавство. — С. 198—205.
- Скляров О. Д. Проблеми формування поліфонічного мислення студентів-фортепіанних виконавців / О. Д. Скляров // Культура України. — Харків: ХДАК, 2002. — Вип. 10 : Мистецтвознавство. Філософія. — С. 147—155.
- Скляров О. Д. Музично-слухові уявлення та їх сутність у контексті фортепіанної педагогіки та виконавства / О. Д. Скляров // Вісник Харківської державної академії дизайну і мистецтв. Серія: Мистецтвознавство: [зб. наук. пр.] / Харків. держ. акад. дизайну і мистецтв ; М-во освіти і науки, молоді та спорту України ; [редкол.: О. Я. Боднар та ін. ; гол. ред. В. Я. Даниленко]. — Харків: ХДАДМ, 2012. — № 13. — С. 160—163.
- Скляров О. Д. Розвиток внутрішнього слуху, пам'яті й асоціативного мислення в процесі фортепіанного навчання / О. Д. Скляров // Культура України: зб. наук. пр. / М-во культури України, Харків. держ. акад. культури ; [редкол.: В. М. Шейко (відп. ред.) та ін.] ; за заг. ред. В. М. Шейка. — Харків: ХДАК, 2014. — Вип. 47. — С. 247—253.
- Sklyarov A. Studying the instructive and concert etudes as the basic of forming students' technical skills in the piano class / A. Sklyarov // Science Rise. — 2020. — № 1. — С. 47–51.
- Скляров О. Д. Особливості викладання курсу «Фортепіано» у вищих навчальних закладах культури / О. Д. Скляров // Культура України: зб. наук. пр. / М-во культури, молоді та спорту України, Харків. держ. акад. культури ; за заг. ред. А. Я. Сташевського. — Харків: ХДАК, 2020. — Вип. 67. — С. 147—156.
- Скляров О. Джаз: дефініція, становлення та роль у музичній освіті / О. Скляров // Актуальні питання гуманітарних наук: міжвуз. зб. наук. праць молодих вчених Дрогобиц. держ. пед. ун-ту ім. І. Франка. — Дрогобич, 2022. — Вип. 47, т. 4. — С. 29–36.
- Скляров О. Д. Виконавська імпровізація в музичній творчості / О. Скляров // Культурологія та соціальні комунікації: інноваційні стратегії розвитку: матеріали міжнар. наук. конф. (17-18 листоп. 2022 р.) / М-во культури та інформ. політики України, М-во освіти і науки України, Харків. держ. акад. культури, Нац. акад. мистецтв України ; [відп. за вип. Ю. І. Лошков]. — Харків: ХДАК, 2022. — С. 305—306.